# NGC 3962
NGC 3962 é uma galáxia elíptica (E1) localizada na direcção da constelação de Crater. Possui uma declinação de -13° 58' 29" e uma ascensão recta de 11 horas, 54 minutos e 39,8 segundos.
A galáxia NGC 3962 foi descoberta em 8 de Fevereiro de 1785 por William Herschel.